# Corixa
Genre
Corixa est un genre d'insectes hétéroptères (punaises) strictement aquatiques de la famille des Corixidae et de la sous-famille des Corixinae. 

## Liste des espèces
Selon Catalogue of Life (1er février 2023) :
- Corixa affinis Leach, 1817
- Corixa choprai Hutchinson, 1940
- Corixa connexa (Lundblad, 1933)
- Corixa dentipes (Thomson, 1869)
- Corixa frigidae Linnavuori, 1971
- Corixa iberica Jansson, 1981
- Corixa jakowleffi (Horváth, 1880)
- Corixa mirandella Hutchinson, 1930
- Corixa monticola Linnavuori, 1971
- Corixa panzeri Fieber, 1848
- Corixa pseudaffinis Poisson, 1950
- Corixa punctata (Illiger, 1807)
- Corixa septemlineata Paiva in Paiva & Dover, 1918

Espèces fossiles
- †Corixa elegans von Schlechtendal, 1894[3], une espèce éteinte datant de l'Oligocène trouvée dans la formation de Rott (lignite) en Allemagne
- †Corixa parvoculata Zhang, 1989[4] et †Corixa triquetra Zhang, 1989, deux espèces datant du Miocène trouvées dans la formation de Shanwang, dans la province de Shandong, en Chine